# 윌 엔터테인먼트
윌 엔터테인먼트는 대한민국의 연예기획사다. 소리바다의 자회사.

## 소속 연예인
| 남성 - 온주완 - 정근 - 최정원 - 김선웅 - 신민철 - 윤희석 - 방준호 - 장태성 - 정승길 - 정수환 - 양승호 - 차선형 | 여성 - 박지연 - 김수진 - 전수경 - 오소연 - 한소영 - 윤지원 - 이지인 - 신수정 - 하다영 - 문예원 - 배영란 |

## 전 소속 연예인
| - 린지 - 신현수 - 서우 - 남보라 - 여호민 - 진이한 - 서인우 - 김범진 - 권민중 - 김정은 - 주상욱 - 김재원 - 이보영 - 이지아 - 이진욱 - 최강희 - 최하나 - 강래연 - 김도성 - 류수영 - 이동훈 - 이정은 - 황은정 - 한세인 - 최성국 - 류시현 - 최주희 - 최하나 - 조민기 - 왕빛나 - 유인영 - 안태영 - 강소라 - 윤빛나 - 박주하 - 송재인 - 오산하 - 이규정 - 손승우 - 김소은 - 문예원 |

## 드라마 제작
- 시간 (MBC, 2018년) (실크우드 공동 제작)